# Maues (rey)

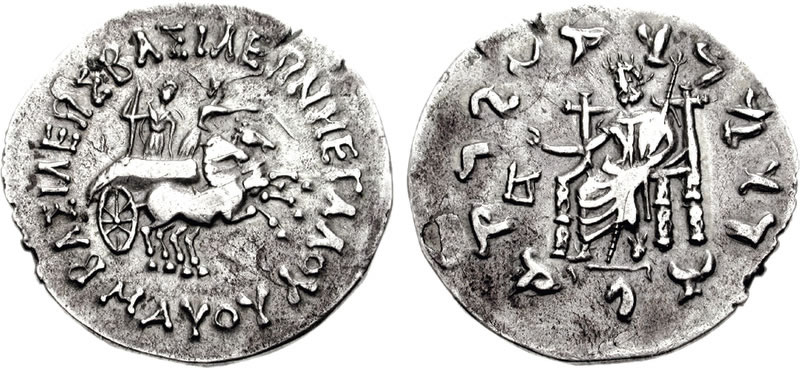
Tetradracma de plata de Maues. El anverso muestra a Zeus de pie, con un cetro. La leyenda griega dice ΒΑΣΙΛΕΩΣ ΒΑΣΙΛΕΩΝ ΜΕΓΑΛΟΥ ΜΑΥΟΥ (Del Gran Rey de Reyes Maues). El reverso muestra a la Niké, que está sosteniendo una corona y una leyenda. Karosti. Ceca de Taxila.

Maues (griego: Μαύης; r. 85–60 a. C) fue un rey indoescita que invadió los territorios indogriegos.

## Conquistador de Gandhara
Maues tuvo su capital en Sirkap y acuñó la mayoría de sus monedas en Taxila. Sin embargo, no trató de conquistar los territorios indogriegos del Punyab al este del río Jhelum, que quedaron bajo control griego. Después de su muerte, los indogriegos recuperaron la mayoría de su territorio.
Maues es conocido principalmente a través de sus monedas, las cuales están muy a menudo estrechamente inspiradas en las indogriegas . Representan deidades griegas e indias, y utilizan leyendas griegas y Karosti.

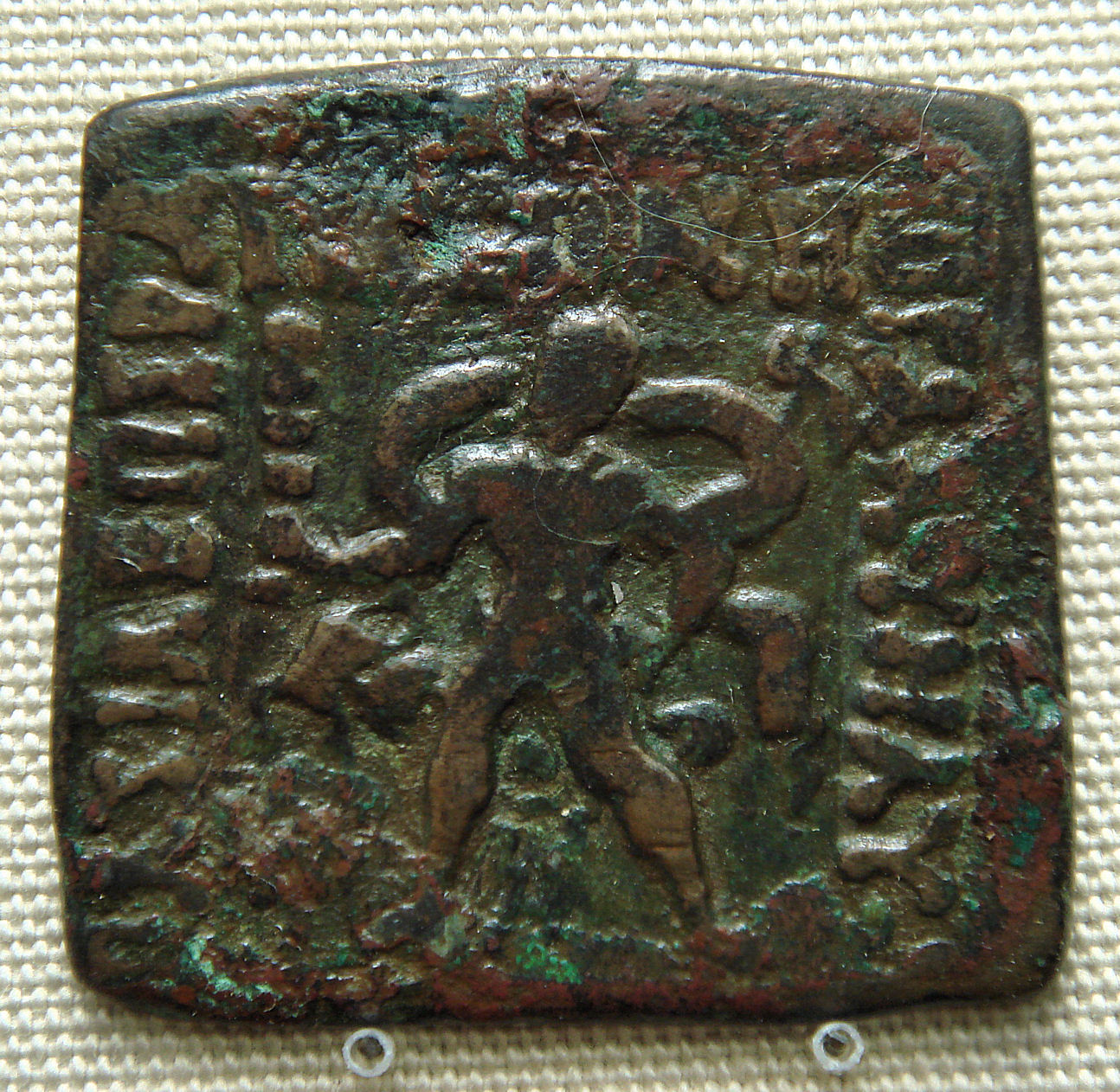
Moneda de Maues describiendo a Balarama, siglo I a. C., Museo británico.

Esto tiende a ser indicativo de su nivel de respeto por la cultura griega y su deseo de asimilarlo, más que destruirlo. Maues probablemente gobernó los territorios conquistados basándose en su poder militar, pero por otra parte, mantuvo la cohabitación con los griegos locales y las comunidades indias. Se ha sugerido que Maues puede haber sido un general escita contratado por los indogriegos, que, brevemente habría tomado el poder, antes de que los indogriegos pudieran rechazarle.
Maues tomó el título de «Gran Rey de Reyes», una versión superada del título real persa tradicional.
Se conoce una inscripción que menciona a Maues (normalmente llamada "inscripción Moga ", que comienza:
«En el setenta y ocho, 78, año el Gran Rey, el Gran Moga, en el quinto, 5, día del mes Panemos, en este primero, del Kshaharata y Kshatrapa de Chukhsa - Liaka Kusuluka por nombre - su hijo Patika - en la ciudad de Takshasila...».
Las monedas conjuntas de Maues mencionan a una reina Makhena (ΜΑΧΗΝΗ). Machena puede haber sido hija de alguna de las casas indogriegas.
Un rey indogriego, Artemidoro también emitió monedas donde se describe como «Hijo de Maues».

## Maues y el budismo

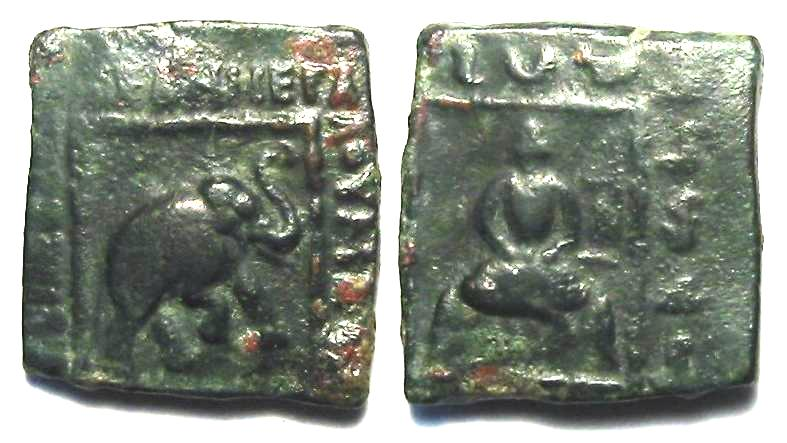
Indio-moneda estándar del rey Maues. El anverso muestra un elefante, sosteniendo una corona, símbolo de victoria. La leyenda griega dice ΒΑΣΙΛΕΩΣ ΒΑΣΙΛΕΩΝ ΜΕΓΑΛΟΥ ΜΑΥΟΥ (Gran Rey de Reyes Maues). El reverso muestra un rey sentado, o posiblemente Buda. Leyenda Karosti: RAJATIRAJASA MAHATASA MOASA (Gran Rey de Reyes Maues).

Unas cuantas monedas de Maues, acuñadas según el modelo cuadrado indio, parecen describir un rey en posición sentada con las piernas cruzadas. Esto puede representar al mismo Maues, o posiblemente a una de sus divinidades. Se ha sugerido que esta también podría ser una de las primeras representaciones del Buda en una moneda, en una área donde el budismo era floreciente en ese tiempo.
También, Maues acuñó algunas monedas, incorporando el simbolismo budista, como el león, símbolo del budismo desde el tiempo del rey maurya, Aśoka.
El simbolismo del león también había sido adoptado por el rey budista indogriego Menandro II. Maues, por tanto, probablemente apoyó al budismo, aunque no está claro si fue sinceramente, o por motivos políticos. Sus acuñaciones también incluyen una variedad de otros símbolos religiosos, como la vaca de Shiva, indicando una amplia tolerancia religiosa.